# Banovina

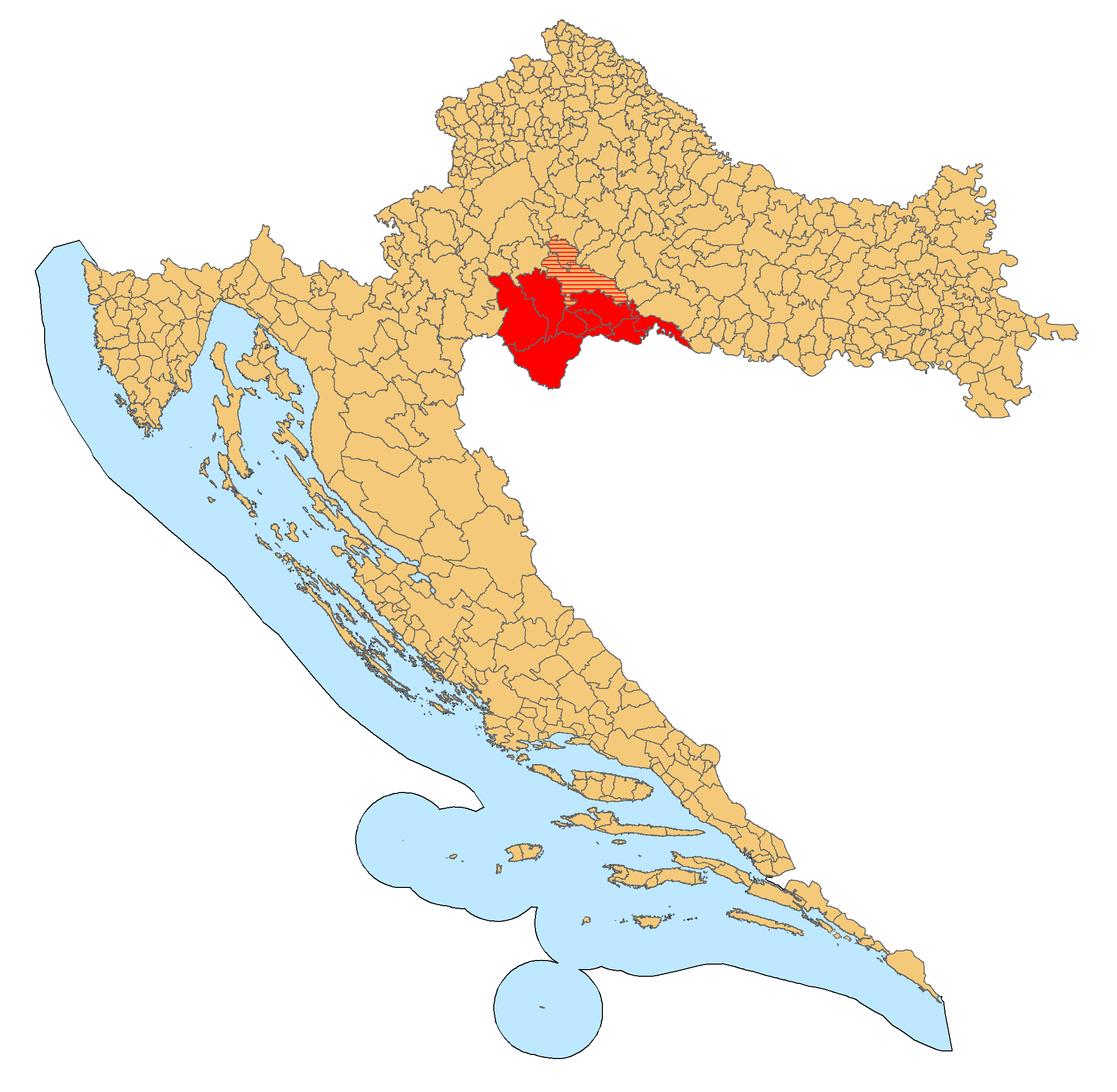
Banovina na mapě Chorvatska

Banovina je historický region v Chorvatsku. Rozkládá se mezi řekami Una a Kupa. Většími městy v této oblasti jsou Petrinja, Glina, Hrvatska Kostajnica a Dvor.

## Název
Svůj název tato oblast získala v časech existence Vojenské hranice (Vojna krajina), počátkem 18. století. V této době byla zřízena Banská krajina, která se rozkládala ve významné části předělu mezi Kupou, Sávou, Unou a Petrovou horou. Banská krajina byla pod vrchní správou chorvatského bána, který zde působil jako vojenský správce. Pojem banovina tedy pochází z názvu teritoriální jednotky pod správou bána, podobně jako názvy kapetanie či plukovnie. V oblasti Banské krajiny nosí, podobně jako je tomu třeba i v bývalých župách horních uher, města regionální přídomek ("Banski"), jako například Banski Drenovac nedaleko Gliny, Banski Grabovac nedlaeko Petrinje a také Banski Kovačevac, rozkládající se východně od města Karlovac. Chorvati tuto oblast nazývají také Bánija, nicméně původ tohoto výrazu je již jiný a více směřuje k civilnímu charakteru dané oblasti.

## Historie
Území bylo součástí starochorvatské župy Gorska a dlouhou dobu osídlené chorvatským národem.
Jižní část Banovine mezi Zrinjskou horou a řekou Unou byla osídlena Srby již v časech turecké správy. Zároveň byla osídlena i oblast okolo Kozary v Bosně. Banovina jako vojenská oblast byla rozdělena na dva zemské regimenty, glinský a petrinjský. Oba dva spadaly pod správu chorvatského bána od roku 1704.
Před válkou a rozpadem Jugoslávie byla oblast osídlená převážně Srby a od roku 1991 byla součástí Republiky Srbská krajina. Roku 1995 bylo území dobyto Chorvatskem a většina srbského obyvatelstva byla vyhnána. Dnes v oblasti převažují Chorvati.